# Mapa de Piri Reis

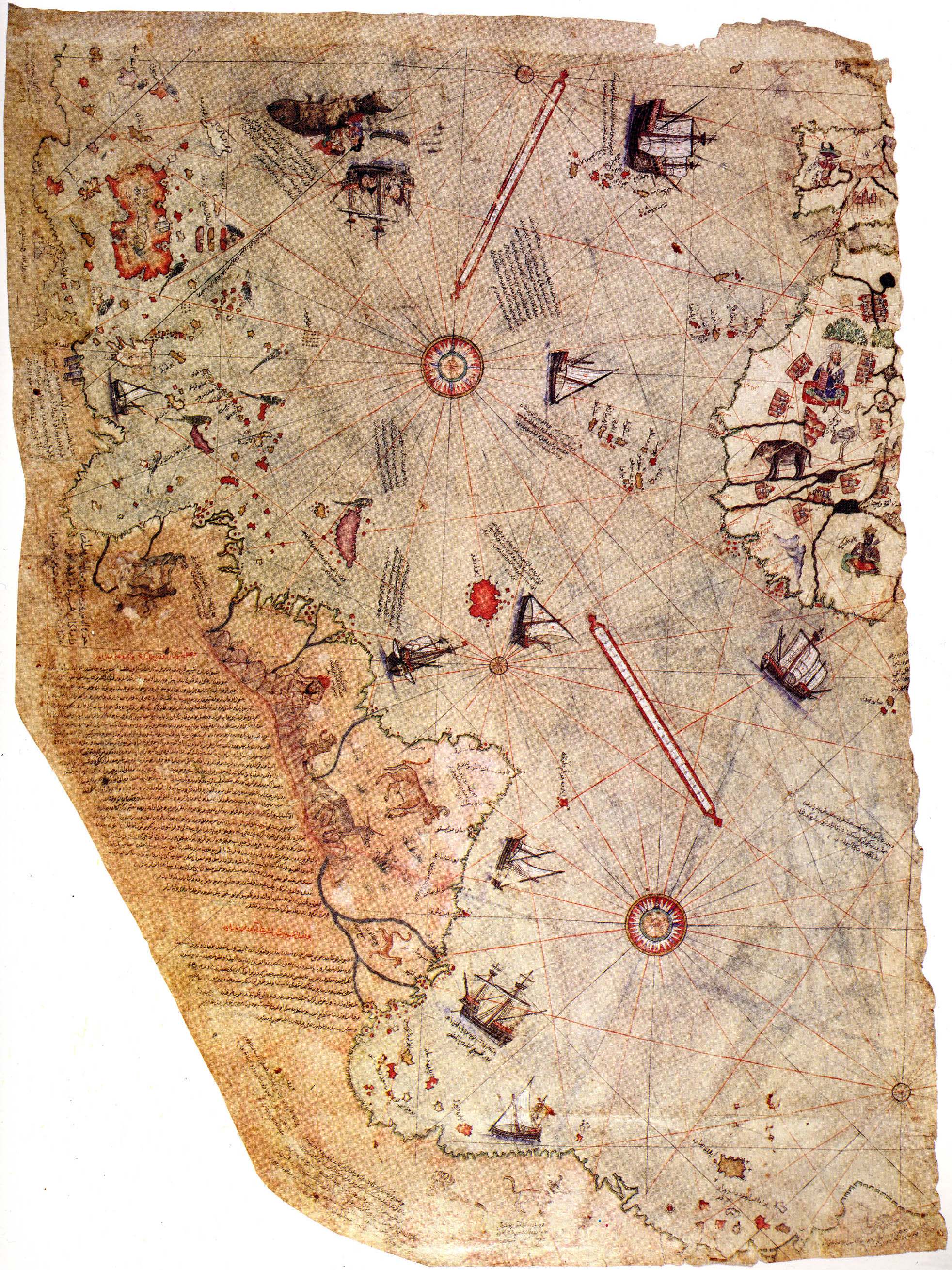
Fragmento del mapa de Piri Reis.

El mapa de Piri Reis es un fragmento de un mapa elaborado por el almirante y cartógrafo otomano Piri Reis en 1513. Piri Reis nació en Galípoli en 1465. Sobrino de un célebre corsario, Kemal Re'is, desde muy joven acompañó a su tío en sus correrías marinas, participando en las campañas navales contra Venecia y en la conquista de la isla de Rodas en 1523. Dos años antes de esta fecha había publicado el Libro de las Materias Marinas, cuya exhaustiva información hacía referencia exclusivamente al Mediterráneo. Una nueva versión ampliada, dedicada al sultán Solimán el Magnífico, concluyó en 1526, con una dedicatoria en verso en la que contaba la historia de

un astrónomo que se llamaba Kolón..., que salió en busca de Antyle... y la descubrió. Hoy la ruta es muy conocida y su mapa llegó hasta nosotros.

En ella se refería también al mapa que él mismo había dibujado años atrás y del que había hecho obsequio a Selim I en El Cairo. En los márgenes detalla sus fuentes: un mapa de Cristóbal Colón, encontrado en un barco español apresado en 1501, y cuatro mapas portugueses más recientes. Además contó con los informes de un marino que había participado en los primeros viajes colombinos, posteriormente capturado por su tío, que lo había hecho su esclavo.
Por contener aparentes representaciones de tierras entonces desconocidas y a raíz de los propios escritos de Reis indicando que otras de sus fuentes habían sido "los antiguos reyes del mar", ha suscitado gran interés como «enigma». Es, por otro lado, el mejor testimonio de los mapas que dibujó Colón de las tierras por él descubiertas, de los que tan sólo se ha conservado un pequeño boceto del norte de La Española. El original se conserva en el Museo Topkapi Sarayi de Estambul, donde se localizó en 1929, pero no suele estar expuesto al público.

## Descripción
El mapa está pintado en cuero de gacela, con un entramado de líneas que atraviesan el océano Atlántico. Llamadas líneas de rumbo,  son típicas de las cartas de los marinos medievales tardíos y no indican latitud y longitud, sino que se usan como ayuda para establecer direcciones (hoy en día, se usan también en aviación). En el bahriye (comentario marginal) está anotado: "Un mapa de esta clase no lo posee nadie hoy en día". El mapa incluye dibujos, acompañados de inscripciones que indican descubrimientos importantes. Uno de ellos se corresponde, casi con total certeza, con la expedición de Pedro Álvares Cabral de 1500. Se cree que Cabral "descubrió" Brasil cuando los vientos lo sacaron de su ruta durante un viaje a las Indias Orientales.
La península ibérica y la costa de África occidental están dibujadas con mucho cuidado, casi como en las cartas portulanas. Es frecuente que reciba el nombre de "portulano", a pesar de que no lo sea stricto sensu. Muchos de los nombres de estas regiones se dan en turco, sin transliterar del español o el portugués. En la parte superior del mapa hay un dibujo de un barco anclado junto a un pez, con dos personas sobre su lomo: una clara referencia a la leyenda medieval de San Brandán de Irlanda. Está copiado cuidadosamente de uno de sus mapas fuente, evidencia de que al menos uno de los mapamundis mencionados por Piri Reis era una producción europea medieval y no un mapa de "los antiguos reyes del mar", como él afirma.

## Historia

### Autor y fecha
La historia del mapa comenzó en 1501, nueve años después del descubrimiento de América por Colón, cuando Kemal Reis, capitán de la flota otomana, capturó siete naves cerca de las costas de España, y descubrió mediante interrogatorio a las tripulaciones que uno de ellos, que había viajado con Colón hacia el Nuevo Mundo, poseía un mapa dibujado por Colón en persona. Kemal envió el marino a su sobrino Piri, también capitán naval y cartógrafo.
En 1511 Piri Reis comenzó a diseñar un nuevo mapa que contendría todos los recientes descubrimientos ibéricos. Usó unas veinte fuentes cartográficas, de las cuales se conoce la procedencia de catorce: cuatro (por entonces novedosas) cartas portuguesas, ocho ptolemaicas, una árabe y la colombina entregada por el marino español capturado.
La carta arábiga describía la India, las islas portuguesas, América, el Océano Índico y China; y la de Colón mostraba el Caribe. No se ha determinado a qué cartas ptolemaicas se refería Reis.
En 1517 presentó su mapa al sultán Solimán el Magnífico, que, impresionado, lo retribuyó ascendiéndolo a almirante. En 1521 produjo otra contribución a la cartografía mundial: un atlas y guía de las costas e islas del mar Mediterráneo, publicado bajo el nombre de Kitab-i Bahriye (Libro de las materias marinas). Este libro incluía un relato del descubrimiento del Nuevo Mundo por Colón, virtualmente idéntico a una extensa descripción en el lado izquierdo del portulano de 1513. Esta obra fue de suma ayuda para los peritos que intentaban determinar la autenticidad del mapa de Reis, que llegaron a una conclusión positiva.
Piri se retiró a Galípoli, y trabajó durante los siguientes tres años, reduciendo los mapas fuente a una misma escala, lo que era una labor muy dificultosa. Al terminarla, agregó esta inscripción:

El autor de esto es el humilde Piri ibn Hajji Muhammad, conocido como el sobrino de Kemal Reis, en la ciudad de Galípoli en el Sagrado Mes de Muharram del año 919 [1513].

### Hallazgo y recepción

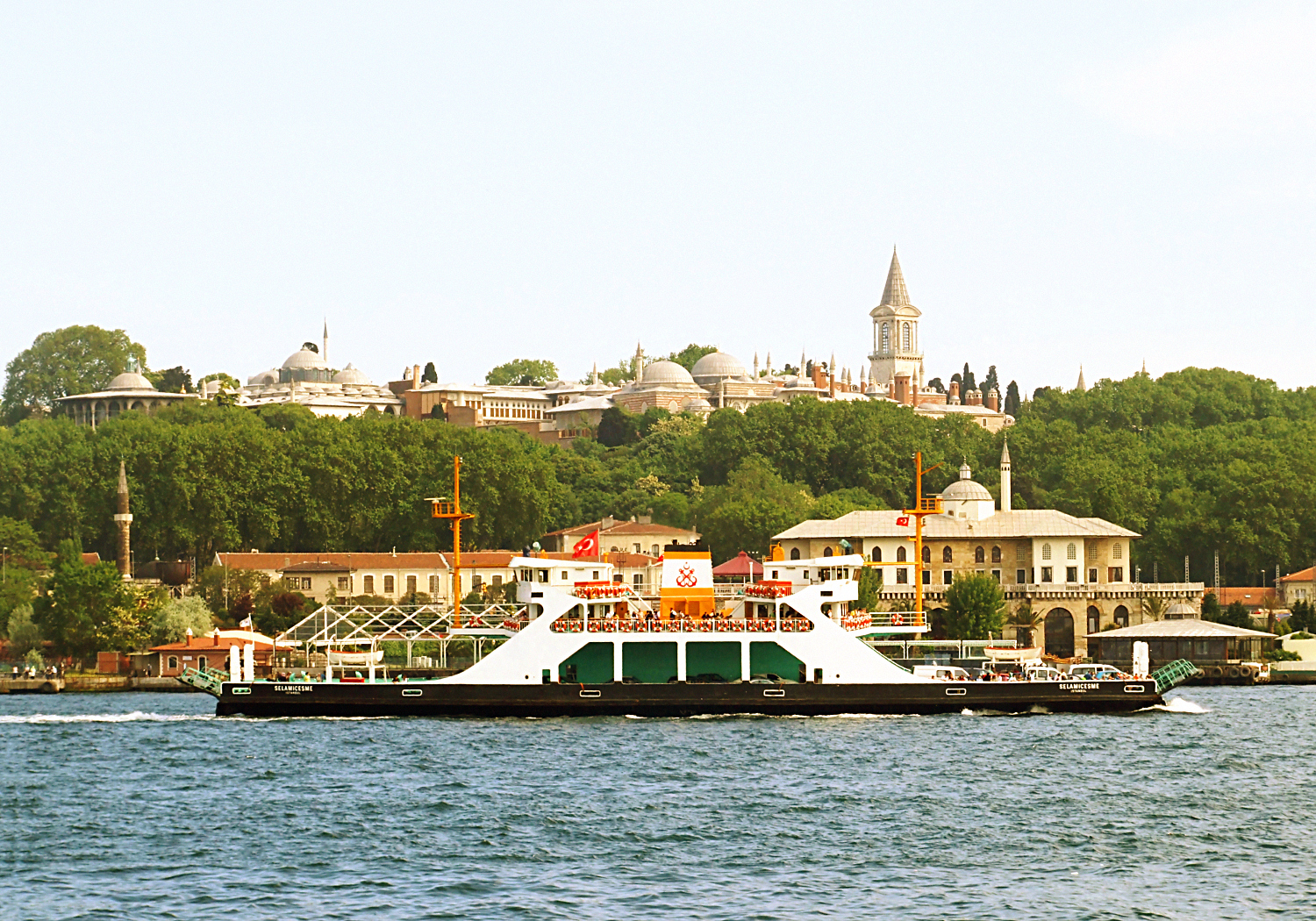
Vista del Palacio de Topkapı desde el Bósforo.

En 1929 el Palacio de Topkapı, en Estambul, Turquía, estaba en proceso de ser convertido en museo. Un grupo de eruditos que trabajaban clasificando material en la sección de archivos del Imperio otomano hizo un descubrimiento notable: una sección de un mapa de principios del siglo XVI basada, en apariencia, en cartas dibujadas por Cristóbal Colón en su viaje al Nuevo Mundo.
El hallazgo fue presentado a la comunidad científica dos años después por el orientalista alemán Paul Kahle en el 18º congreso de la especialidad, y causó una profunda impresión. El portulano presentaba una inscripción que despertó gran interés: 

Las costas e islas de este mapa fueron obtenidas del mapa de Colón.

El presidente turco de la época, Kemal Atatürk, ordenó que la Sociedad de Historia de Turquía realizase una reproducción del mapa en facsímil, la cual fue publicada en 1933. El mapa de Piri Reis ha sido desde entonces un elemento de orgullo histórico para los turcos.

### Importancia

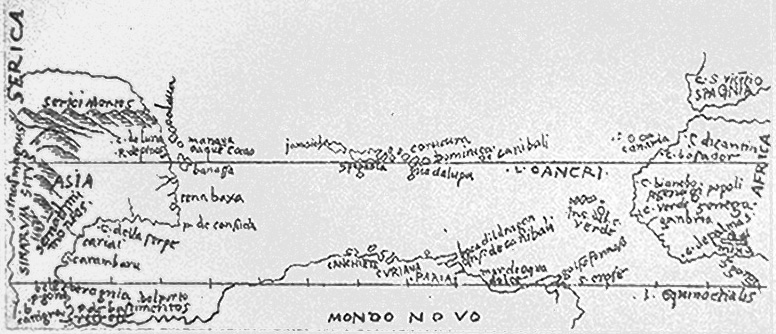
Mapa de Bartolomé Colón de las Indias Occidentales (1506) según el boceto de Alessandro Zorzi.

Hasta el descubrimiento del mapa de Piri Reis, había únicamente dos fuentes cartográficas —ambas indirectas— para comprender cuál era la visión de Cristóbal Colón sobre sus propios descubrimientos. Una de éstas era un boceto recogido en un códice de 1522 por Alessandro Zorzi, cartógrafo de Venecia, que dijo que se basaba en un mapa traído por Bartolomé Colón (hermano del descubridor) en 1506. Pero el mapa de Zorzi contenía información que en ese año era desconocida y por lo tanto no puede usarse para deducir cómo eran los conceptos geográficos de Colón, aunque mostrase al Nuevo Mundo como parte de Asia.

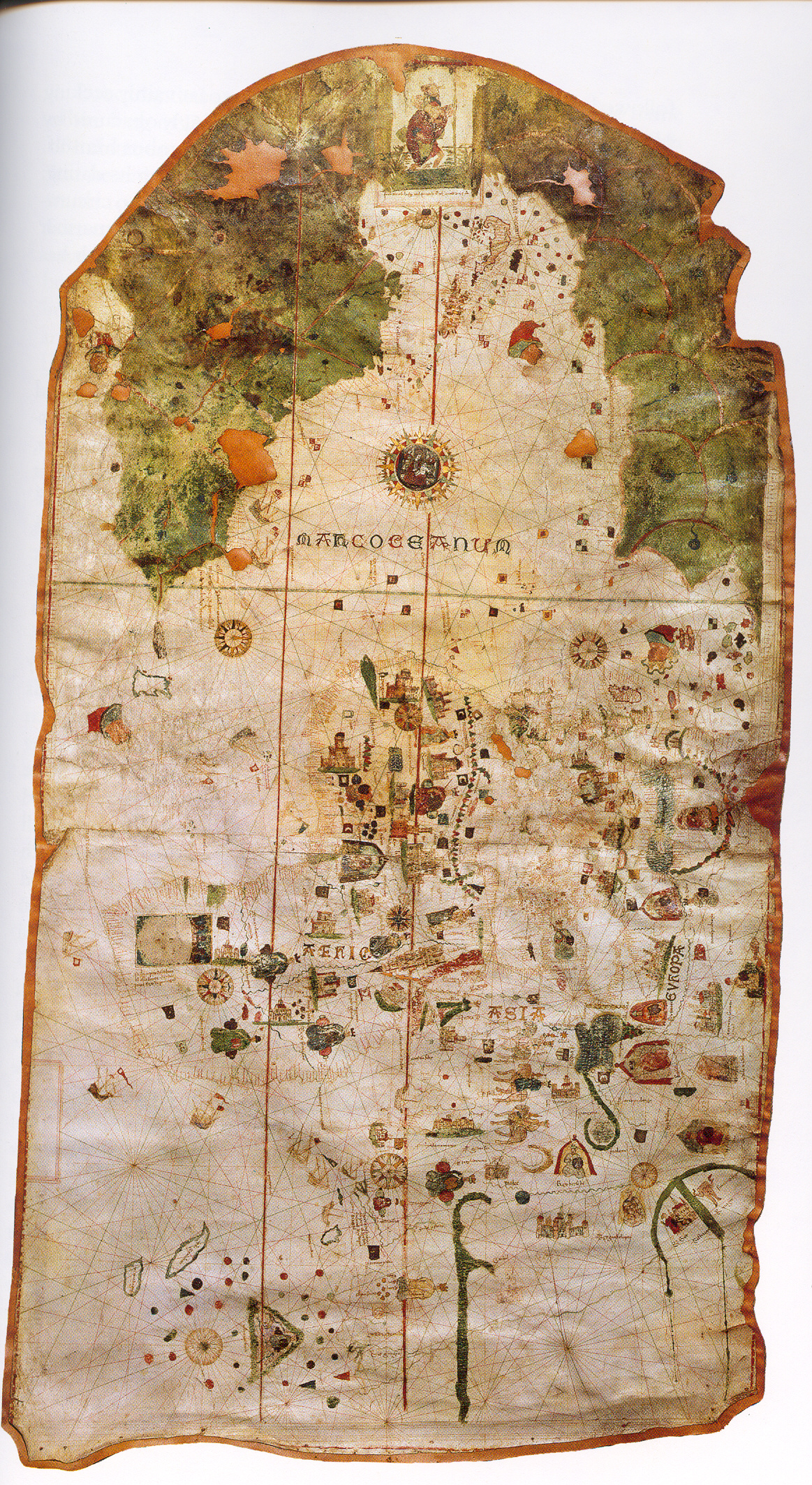
Mapa de Juan de la Cosa (1500). Cuba ya aparece como una isla.

El único otro mapa superviviente realizado por un compañero de Colón es el dibujado en 1500 por Juan de la Cosa, miembro de la primera expedición colombina de 1492, que posteriormente realizaría otros muchos viajes a las Indias, uno de ellos acompañado por Américo Vespucio. Pero el mapa de Juan de la Cosa muestra correctamente Cuba como una isla, mientras que Colón no sólo creía que Cuba era una península asiática sino que se lo hizo jurar a sus tripulantes por miedo a las consecuencias que el hecho de haber arribado a una isla y no a un continente podría causar en su reputación (la expedición había zarpado de España con el propósito de hallar una ruta a las Indias a través del Atlántico).
El mapa y sus relatos debieron haber sido muy útiles al gobierno otomano: demostraban que las nuevas rutas descubiertas por los exploradores hispanos y lusitanos suponían una amenaza para el dominio turco de los mares del Océano Índico y el Golfo Pérsico. Muchos años después, en 1551, el mismo Reis fue puesto al mando de una flota con la misión de ahuyentar a las fuerzas portuguesas que frecuentaban el Golfo.
Es por estos motivos que la conferencia de Paul Kahle en 1931 sobre el mapa sorprendió tanto a su audiencia y tuvo una repercusión tan grande. Parecía casi milagroso que el único registro cartográfico directo del mayor descubrimiento de todos los tiempos se hubiera preservado en una biblioteca de Estambul, y que su conservación se debiera a un pirata de la marina otomana. Pocos investigadores desde la época de Kahle han examinado con detalle los componentes colombinos del mapa de Reis, y la cuestión de hasta qué punto representa las ideas del descubridor no está resuelta completamente. Varias publicaciones recientes, principalmente un libro de Gregory McIntosh publicado en el año 2000, han llamado la atención sobre la similitud entre la representación de las Antillas en el mapa de Piri Reis y las imágenes tradicionales de las tierras asiáticas de Catay y Cipango (es decir, China y Japón, respectivamente) en dos obras de finales del siglo XV: el globo (Erdapfel) de Martin Behaim y el mapamundi de Martellus. Según estos autores, Colón habría deformado deliberadamente la geografía antillana en sus mapas para argumentar que realmente se trataba de Asia. El mapa de Piri Reis sería entonces un reflejo de la manipulación cartográfica de Colón.

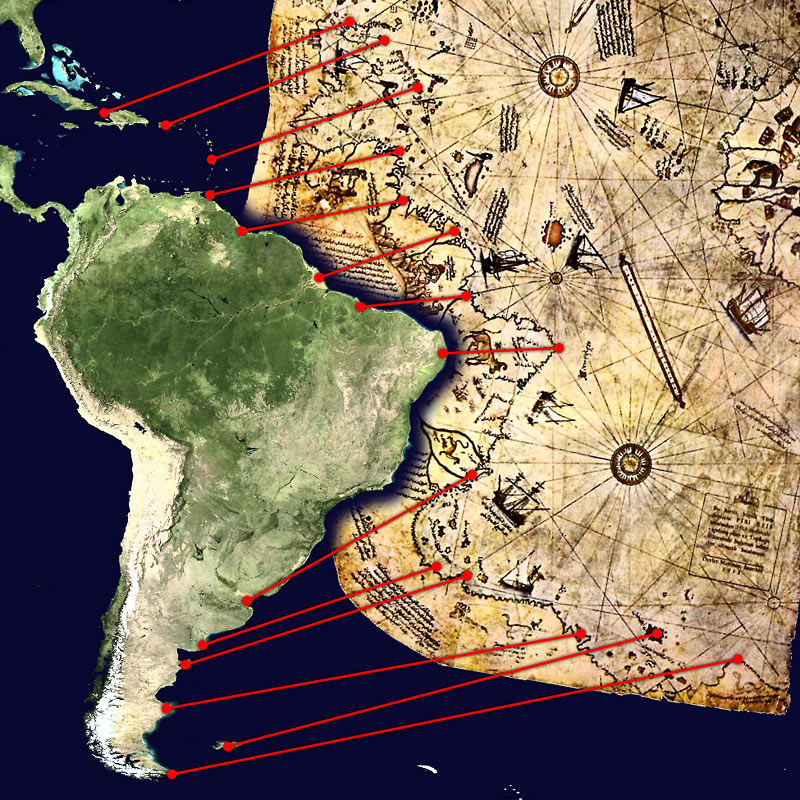
Hipótesis que intenta correlacionar el contorno inferior del mapa de Piri Reis con el de la costa patagónica argentina y las Islas Malvinas.

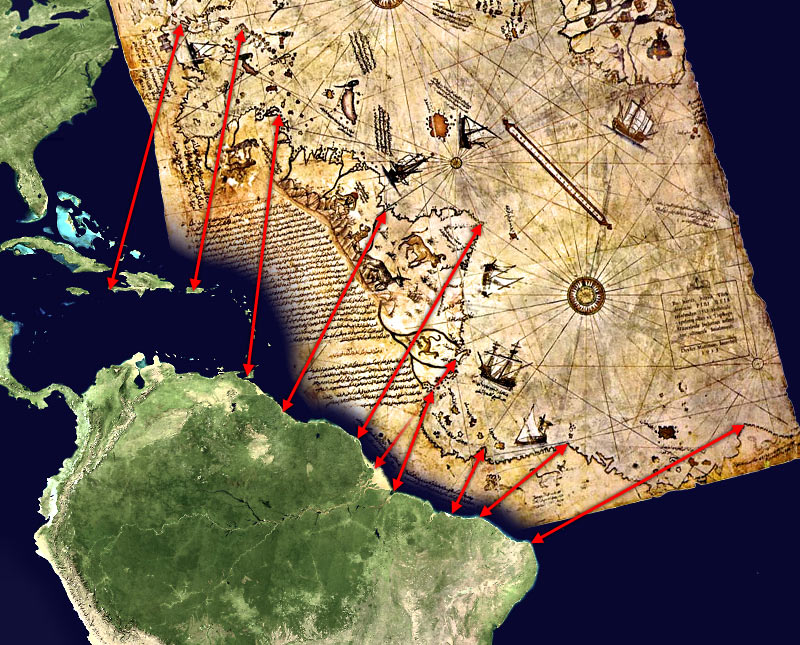
Otra hipótesis, menos aceptada, que intenta correlacionar el contorno americano del mapa de Piri Reis con el de la costa venezolana y brasileña.

### Los aportes de Gregory McIntosh
Gregory McIntosh, un historiador de la ciencia cartográfica, examinó el mapa en detalle y publicó sus resultados en The Piri Reis Map of 1513 (Atenas y Londres: University of Georgia Press, 2000). Allí sostiene que la fuente colombina que Reis menciona fue usada para dibujar el Caribe: esta zona es, en efecto, de excepcional importancia. En su extremo noroeste se halla una gran isla llamada La Española (hoy Haití y la República Dominicana), descubierta por Colón en su primer viaje y donde había establecido una colonia, indicada en el mapa con tres torres. Inmediatamente al sur de La Española se ve Puerto Rico, y al noreste un conjunto de islas que llama Úndizi Vérgine ("Las Once Vírgenes"). El que este nombre sea claramente italiano, no portugués ni español, evidencia para McIntosh el origen colombino de este sector. En efecto, muchos de los nombres de puertos y accidentes geográficos usados por Reis se encuentran también en textos colombinos. Por lo tanto, tampoco esta zona se basaría en mapas de la Antigüedad remota.

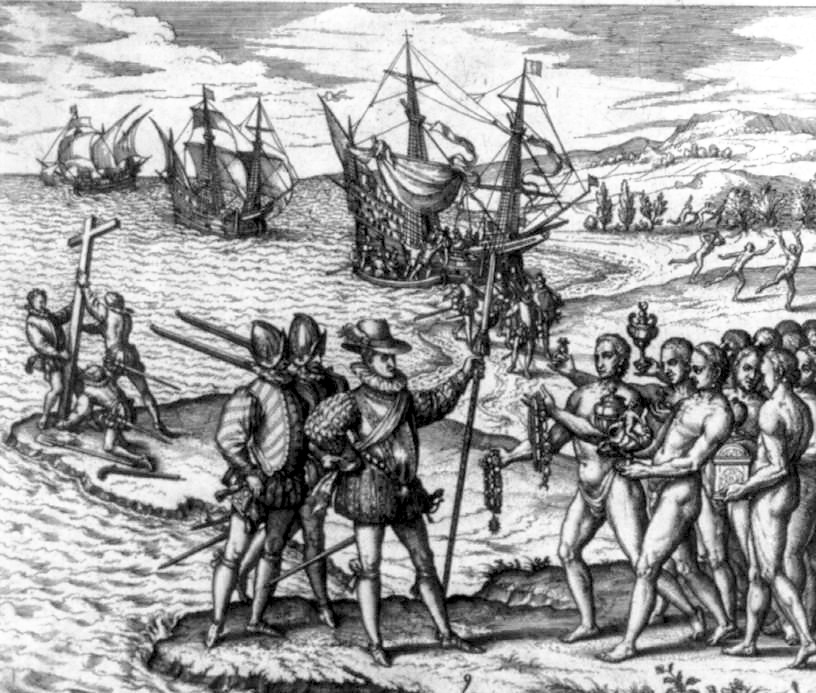
Cristóbal Colón desembarca en La Española.

Es evidente que Colón deformó La Española en sus mapas, haciéndola quedar completamente desproporcionada con respecto a Brasil y orientada de norte a sur en vez de este a oeste. De esa manera quedaba sorprendentemente parecida a las representaciones convencionales del Cipango (Japón) de Marco Polo que se ven en los mapas de Martin Behaim o Paolo Toscanelli, que Colón utilizó. Colón, al menos en su primer viaje, estaba convencido de haber hallado aquel territorio fabuloso, y habría dibujado La Española con esta forma para apoyar su tesis.
Un elemento aún más importante para reafirmar el origen colombino de esta zona del mapa frente a su supuesto origen arcaico es que la verdadera isla de Cuba no aparece como tal, lo cual es lógico en un mapa colombino, pues Colón pensaba al principio que el territorio continental americano era una parte de Asia, y lo dibujó según este diseño. En el mapa de Piri Reis, la proyección continental que se halla frente a La Española es, con toda seguridad, Cuba; y aparece de norte a sur tal y como Colón creía, influenciado por las descripciones de Marco Polo sobre Catay. Dado que Colón pensaba que había hallado la costa asiática, lógicamente dibujó el continente de esta manera, según la representación convencional. De hecho, todo sector continental en el extremo noroeste está etiquetado con topónimos que en los viajes colombinos fueron asignados a lugares cubanos.
McIntosh afirma que el mapa muestra dos grupos de Islas Vírgenes porque Piri Reis las tomó de dos mapas distintos, sin advertir que representaban lo mismo.
La delineación de la costa brasileña en la carta de Piri Reis es mucho más precisa que la caribeña. La relación y distancia entre Sudamérica y la costa africana occidental, por ejemplo, es mucho más correcta que en la mayoría de mapas europeos de su época. Los nombres que aparecen en esa zona, claramente transliterados del italiano y el castellano, quedan nítidamente asociados a los informes de viaje de Américo Vespucio y otros.

### Charles Hapgood
El área caribeña del mapa es tremendamente imprecisa. El autor e historiador estadounidense Charles Hapgood intentó hacerla encajar postulando una proyección equidistante desde un punto de origen próximo a El Cairo, diciendo que la isla que aparece claramente identificada como La Española es en realidad Cuba y reorientando todas las regiones caribeñas del mapa. Esta tesis ha sido recibida con escepticismo por la comunidad científica, y se le ha acusado de deformar la realidad para adaptarla a su teoría.
Uno de los detalles topográficos más sorprendentes, y de los que han causado más discusiones, es la presencia de una cadena montañosa a lo largo de Sudamérica, que Hapgood identificó como los Andes. Los ríos que parten de ella, lógicamente, se consideran el Amazonas, el Orinoco y el Río de la Plata; y el animal con dos cuernos que se halla junto a las montañas, según Hapgood, es una llama.
Sin embargo, el mapa de Piri Reis no es el primero en mostrar montañas en el interior de Sudamérica. El Planisferio de Caverio (Biblioteca Nacional de Francia) y la carta de Martin Waldseemüller de 1507 dibujan la costa este de Sudamérica —aunque esquemáticamente— y una cadena montañosa adornada con árboles. 

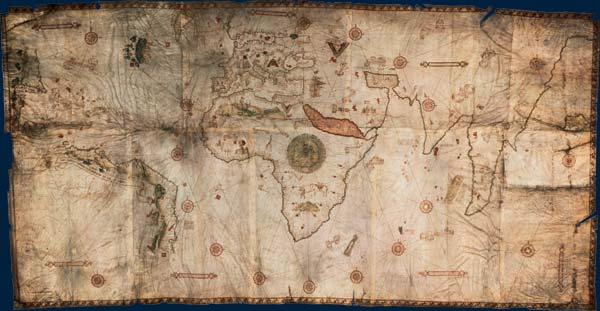
Mapa de Nicolaus Caverio (1504-05). Se aprecia una cordillera en aproximada concordancia con la de los Andes, pero no aparece la mítica Tierra del Sur.

El mapa de Caverio se dibujó entre 1504 y 1505, mucho antes de que se explorara esa zona del interior. Existe una similitud extraordinaria entre este mapa y el de Piri Reis, por lo que cabe suponer que el uno se basa en el otro. Piri Reis podría haber tenido acceso también a los mapas de Waldseemüller (1507), Clareanus (1510) y Jan de Stobnica (1512). 
Todos están relacionados entre sí y, casi sin duda, se derivan del mapa de Caverio. En particular, el mapa de Jan de Stobnica pudo haber sido accesible para Piri Reis, pues fue impreso en Cracovia —una edición de Claudio Ptolomeo— en 1512, un año antes del dibujo del pirata turco. Este podría ser uno de los mapas que llamó "dibujados en la época de Alejandro el Grande" (356-323 a. C.) a que hace referencia el propio Reis, cayendo en la confusión que existía entre los dos Ptolomeos (Ptolomeo, el general de Alejandro Magno, y Claudio Ptolomeo, astrónomo, matemático y geógrafo griego del siglo II d. C.).

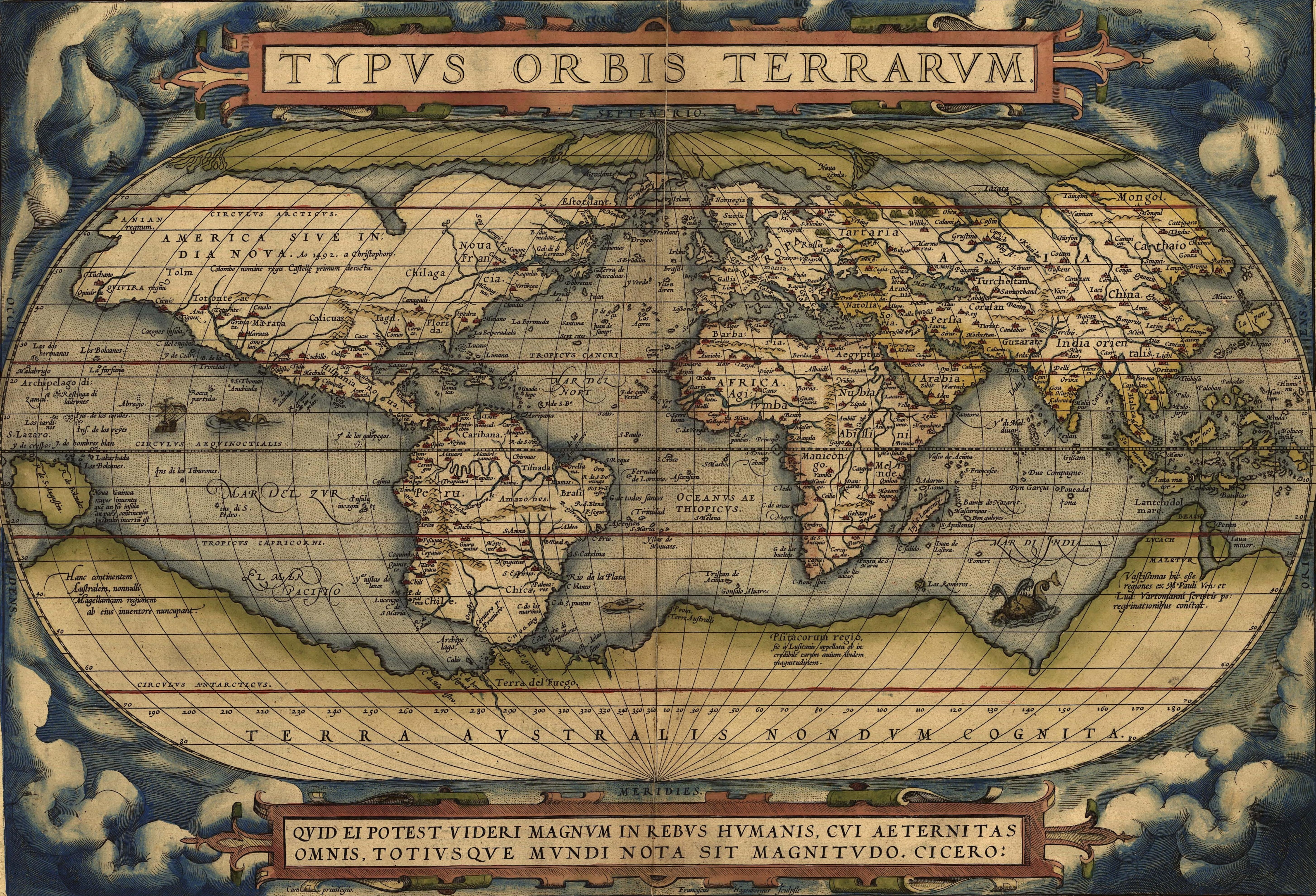
Mapamundi de Abraham Ortelius (1570), en el que figura la inmensa tierra austral fundida a la Isla Grande de Tierra del Fuego.

La zona de la Antártida y la costa de tendencia hacia el este situadas en el extremo inferior fue crucial para las hipótesis de Hapgood. Pero, aunque ninguno de los mapas derivados del de Nicolo Caverio muestre un continente antártico, otros grupos de mapas antiguos sí lo hacen. A partir del siglo XV los cartógrafos frecuentemente incluyeron una gran masa meridional que unía África con Asia, haciendo del Océano Índico un mar interior: esta noción geográfica se deriva de interpretaciones ptolemaicas de la Terra Australis. Cuando el portugués Fernando de Magallanes pasó entre Sudamérica y la isla de Tierra del Fuego (a través del estrecho que lleva su nombre), creyó que la Isla se trataba del extremo norte del mítico territorio del que hablaban los griegos antiguos. No fue sino hasta el viaje de Francis Drake de 1578 cuando esta idea se corrigió.
La búsqueda de la Terra Australis duró siglos, produciendo el descubrimiento de la gran isla que ahora lleva el nombre que tanto fascinó a los cartógrafos renacentistas: Australia. Pero la Antártida no se quiso manifestar a los grandes descubridores. Existen indicios de que fue avistada antes de su descubrimiento oficial en 1820, por ejemplo el relato de Américo Vespucio —desplazado 500 millas (unos 900 km) de su ruta por los vientos—, donde habla de una Tierra Vista: quizás las Islas Malvinas o tal vez la propia Antártida. Algunos de los textos que dan soporte a esta hipótesis son presumiblemente apócrifos, pero la evidencia cartográfica inmediatamente posterior tiende a apoyarla.
En 1514, el año posterior a la finalización del mapa de Piri Reis, dos barcos portugueses y otros dos holandeses informaron cosas parecidas. Si esta llamada PressillgtLandt era o no la Antártida es tema de discusión, pero no lo es el hecho de que un buque del siglo XVI bien construido y pilotado pudiera llegar muy al sur.

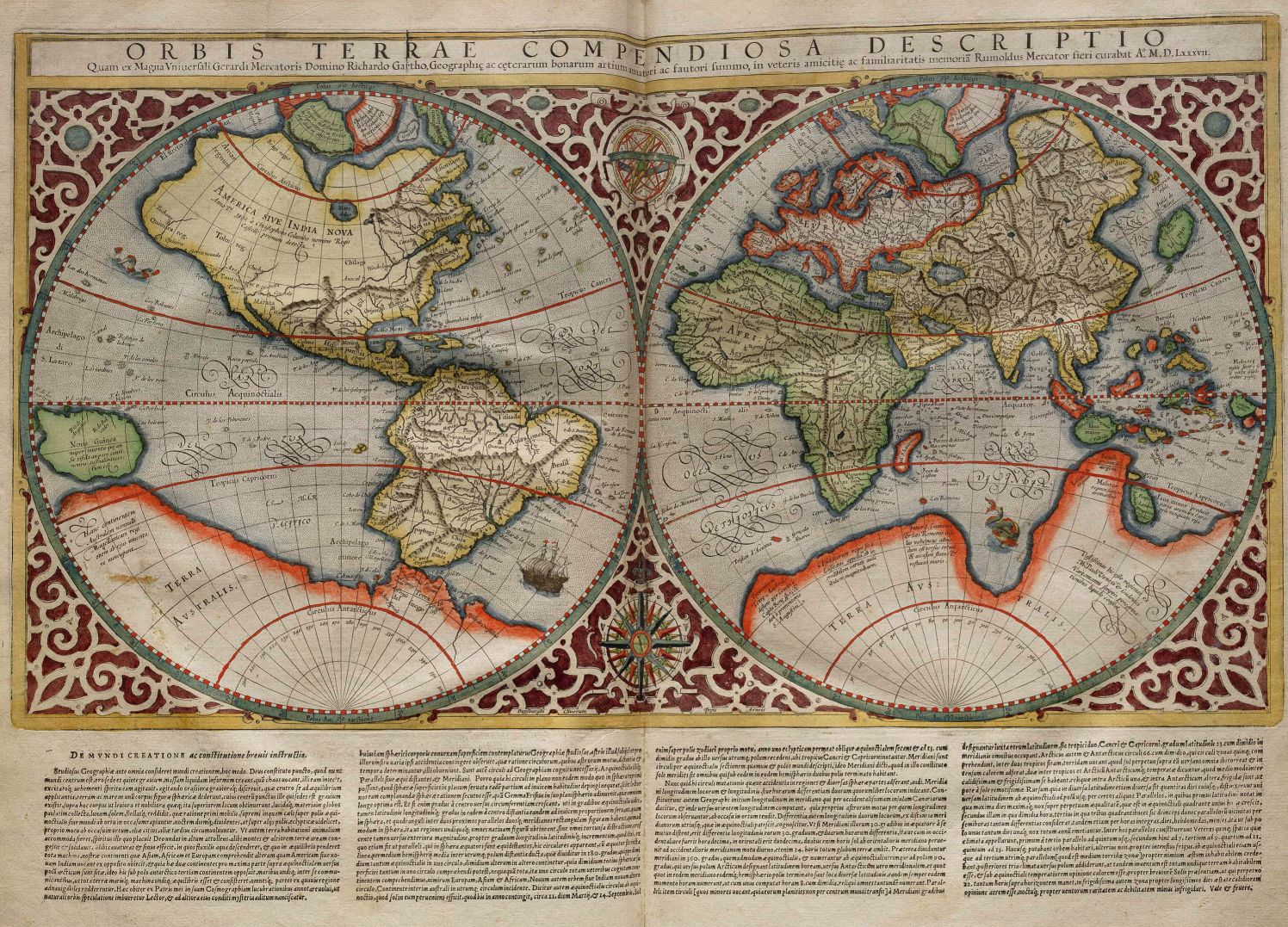
Planisferio de Rumold Mercator (1587). En este mapa sigue apareciendo una Terra Australis Incognita.

Hapgood admite que hay unas 900 millas de la costa sudamericana que no aparecen en el mapa otomano.
A la fecha no existen evidencias históricas que sustenten que la carta de Reis procede de "antiguas civilizaciones" o de culturas desconocidas. El mapa de Piri Reis se considera actualmente una extraordinaria y bella compilación de todo el conocimiento geográfico de la Europa medieval tardía.

### Gavin Menzies
El exmilitar británico Gavin Menzies, en su libro 1421: The Year China Discovered The World, presenta la teoría de que la masa terrestre meridional del mapa de Reis es realmente la Antártida y que está basada en cartas chinas anteriores. Según Menzies, el almirante Hong Bao habría cartografiado esta costa a las órdenes del almirante Zheng He unos setenta años antes de que Colón descubriera América. La expedición habría tenido como objetivo colocar a todo el planeta bajo el control tributario del emperador chino. La teoría de Menzies ha sido desacreditada por la historiografía científica.

### Porción meridional de América
La mayoría de los eruditos considera que las alegadas similitudes del perfil meridional del mapa de Reis con el de la costa antártica son en extremo tenues y coincidentales. Durante siglos, antes del descubrimiento del continente blanco en el siglo XIX, los cartógrafos habían dibujado una gran masa austral de tierra (la Terra Australis Incognita) basados en la presunción de simetría exigida por Aristóteles y Eratóstenes, entre otros naturalistas griegos; la masa meridional del mapa de Reis podría ser una continuación de esta tradición. 
En un principio se creía que el extremo sur de Sudamérica y el de, una vez descubierta, Australia, debían estar unidos a esta gran tierra polar, de la que se pensaba que era mucho mayor de lo que es el verdadero continente blanco.
Se ha sugerido que la supuesta Antártida que figura en la parte meridional del mapa no es otro perfil que el de la costa patagónica oriental, girada en sentido antihorario unos noventa grados debido a falencias en los mapas portugueses en los que Reis se basó (entre los navegantes de la península ibérica era común el modificar substancialmente la longitud posicional de los territorios para situarlos a un lado u otro del límite asignado por el Tratado de Tordesillas), o por limitaciones de espacio en la piel de gacela que sirve de sustrato al dibujo. En efecto, pudo darse el caso de que Piri Reis, o el escriba que copió su obra, reparase en que al llegar al Río de la Plata, se estaba acabando la valiosa piel de gacela. En este momento podría haber girado la línea costera hacia el este y haber descrito un semicírculo que le cupiera en el cuero. Este tipo de prácticas eran muy habituales en la época.
Un examen minucioso del borde costero apoya esta visión, revelando representaciones de las bocas y angosturas del Estrecho de Magallanes y zonas aledañas, los principales golfos y bahías, y las Islas Malvinas (el archipiélago cuya isla principal es llamada por Reis "isla de Sare"); la zona de la gran bahía o golfo intermedio correspondería al Río de la Plata, y el punto más oriental de la costa, al extremo meridional de Argentina, en Tierra del Fuego.
Además, las anotaciones del mapa, que indican que el área es calurosa y habitada por serpientes, no encajan en la suposición de que se trata de la Antártida, pero sí en la hipótesis patagónica.[cita requerida]
Al mismo tiempo, una nota sobre las alegadas Malvinas dice que allí la primavera "llega antes", lo cual no es cierto para los territorios insulares al sur de la convergencia antártica.

### Proyección
Una teoría postula que se trataría de una porción de un mapa elaborado en una proyección acimutal de Lambert. Este tipo de proyecciones responden al centro que se determine para la misma, que para el caso propuesto se encontraría aproximadamente en el norte del Mar Rojo, cerca de la costa egipcia. Esta teoría, a menos de esclarecer el hecho, lo complica aún más, ya que Johann Lambert no desarrollaría este tipo de proyecciones sino hasta mediados del siglo XVIII[cita requerida].

Inserción del mapa de Piris Reis (en amarillo), en una proyección acimutal de Lambert, con centro en el norte del Mar Rojo.

### En inglés
- Simposio internacional sobre Piri Reis. Estambul, 2004. (en inglés y en turco)
- Trabajo de Steven Dutch, investigador de la Universidad de Wisconsin, que sugiere la correlación entre la Patagonia oriental y el mapa de Reis
- Trabajo de Diego Cuoghi en donde se apoya la tesis de Dutch Archivado el 29 de diciembre de 2008 en Wayback Machine.
- El más antiguo mapa de América dibujado por Piri Reis. Profesor Dr. Afetinan. McNeese State University
- Traducción de los comentarios que Reis incluyó en su mapa

- Datos: Q1128599
- Multimedia: Maps by Piri Reis / Q1128599